# Camellia crassiphylla
Camellia crassiphylla är en tvåhjärtbladig växtart som beskrevs av Tran Ninh och N. Hakoda. Camellia crassiphylla ingår i släktet Camellia och familjen Theaceae. Inga underarter finns listade i Catalogue of Life.